# Qatar aux Jeux olympiques d'été de 2024
 (février 2024).
Le Qatar participe aux Jeux olympiques de 2024 à Paris. Il s'agit de sa 11e participation à des Jeux olympiques d'été.
Les athlètes Shahad Mohamed et Mutaz Barshim sont nommés porte-drapeau de la délégation en juillet 2024.

## Nombre d’athlètes qualifiés par sport
Voici la liste des qualifiés et sélectionnés qatariens par sport (remplaçants compris) :
| Sport                                                                               | Hommes  | Femmes  | Total   |
| ----------------------------------------------------------------------------------- | ------- | ------- | ------- |
| Athlétisme                                                                          | 6       | 1       | 7       |
| Haltérophilie                                                                       | 1       | 0       | 1       |
| Sports aquatiques • Natation sportive • Plongeon • Natation artistique • Water-polo | 1 0 0 0 | 0 0 0 0 | 1 0 0 0 |
| Tir                                                                                 | 2       | 0       | 2       |
| Volley-ball • En salle • Beach-volley                                               | 0 2     | 0 0     | 0 2     |
| Total                                                                               | 12      | 1       | 13      |

## Bilan général
| Sport      | Médaille d'or, Jeux olympiques | Médaille d'argent, Jeux olympiques | Médaille de bronze, Jeux olympiques | Total | Rang pays |
| ---------- | ------------------------------ | ---------------------------------- | ----------------------------------- | ----- | --------- |
| Athlétisme | 0                              | 0                                  | 1                                   | 1     |           |
| Total      | 0                              | 0                                  | 1                                   | 1     | 84        |

| Jour    | Médaille d'or, Jeux olympiques | Médaille d'argent, Jeux olympiques | Médaille de bronze, Jeux olympiques | Total |
| ------- | ------------------------------ | ---------------------------------- | ----------------------------------- | ----- |
| 10 août | 0                              | 0                                  | 1                                   | 1     |
| Total   | 0                              | 0                                  | 1                                   | 1     |

| Sexe   | Médaille d'or, Jeux olympiques | Médaille d'argent, Jeux olympiques | Médaille de bronze, Jeux olympiques | Total |
| ------ | ------------------------------ | ---------------------------------- | ----------------------------------- | ----- |
| Hommes | 0                              | 0                                  | 1                                   | 1     |
| Femmes | -                              | -                                  | -                                   | -     |
| Mixte  | -                              | -                                  | -                                   | -     |
| Total  | 0                              | 0                                  | 1                                   | 1     |

## Médaillés
| Sport      | Discipline               | Athlète(s)    | Performance | Date         |
| ---------- | ------------------------ | ------------- | ----------- | ------------ |
| Athlétisme | Saut en hauteur - Hommes | Mutaz Barshim | 2,34 m      | 10 août 2024 |

## Athlétisme

### Femmes
| Athlètes     | Épreuve | Premier tour (ou tour préliminaire) | Premier tour (ou tour préliminaire) | Repêchage (ou premier tour) | Repêchage (ou premier tour) | Demi-finales | Demi-finales | Finale  | Finale  |
| Athlètes     | Épreuve | Temps                               | Rang                                | Temps                       | Rang                        | Temps        | Rang         | Temps   | Rang    |
| ------------ | ------- | ----------------------------------- | ----------------------------------- | --------------------------- | --------------------------- | ------------ | ------------ | ------- | ------- |
| Shahd Ashraf | 100 m   | 12 s 53                             | 7e                                  | Eliminé                     | Eliminé                     | Eliminé      | Eliminé      | Eliminé | Eliminé |